# Wie heiratet man einen König?
Wie heiratet man einen König? ist ein DEFA-Märchenfilm aus dem Jahr 1969, bei dem Rainer Simon Regie führte. Der in den DEFA-Studios der DDR entstandene Film basiert auf dem Grimm’schen Märchen Die kluge Bauerntochter.

## Handlung
Ein Bauer und seine Tochter bekommen vom König ein Stück Land geschenkt, nachdem die junge Frau den Monarchen mit ihrer Klugheit beeindruckt hat. Der Bauer findet bei der Feldarbeit eine goldene Schatulle, die jedoch keinen Deckel besitzt. Obwohl seine Tochter ihn davon abhalten will, bringt der Bauer die Schatulle zum König, da der Boden ihm gehört. Die Befürchtung der Tochter bewahrheitet sich, als der Herrscher den Bauern einsperren lässt, weil er meint, dieser habe den Deckel der Schatulle gestohlen.
Als die Bauerntochter beim König um Gnade bittet, gibt er ihr drei Rätsel auf. Sie löst sie, der Bauer kommt frei und der König heiratet die schöne und kluge Tochter. Weil er aber zu seinen Untertanen oft ungerecht ist und sich die Bauerntochter daher immer wieder in seine Regierungsgeschäfte einmischt, kommt es zum Bruch. Der König wirft die kluge Bauerntochter aus dem Schloss, gestattet ihr jedoch, das ihr Liebste mit sich zu nehmen. Der nächste Morgen kommt und der König findet sich in der Stube des Bauern wieder, da er der Bauerntochter das Liebste ist. Der König gibt sich vor so viel Klugheit geschlagen und beide ziehen gemeinsam zum königlichen Schloss zurück.

## Produktion
Wie heiratet man einen König? war der erste abendfüllende Spielfilm von Regisseur Rainer Simon. Die beiden Hauptdarsteller des Films, Cox Habbema und Eberhard Esche, waren auch privat miteinander verheiratet.
Während des Hochzeitsbanketts wird u. a. das Musikstück Spagnoletta gespielt, das z. B. durch die Bearbeitung von Michael Praetorius bekannt ist.
Die Uraufführung erfolgte am 23. Februar 1969. Auf dem Berlinale-Kinderfest 1982 war der Film Teil der Retrospektive Kinderfilme aus der DDR – Aus 30 Jahren DEFA-Produktion.
Am 2. September 2003 wurde der Film auf DVD von der Icestorm Entertainment veröffentlicht.

## Kritik
Das Lexikon des internationalen Films bezeichnete Wie heiratet man einen König? als „stilistisch eine eigenwillige, höchst unterhaltsame und intelligente Mischung aus Realismus und äußerst bizarren Manierismen, inhaltlich ein witziges Lehrstück, das dem Zuschauer seine Weisheit nicht aufzwingt.“